# Joseph Kahugu
Joseph Kahugu (* 7. Juni 1971) ist ein kenianischer Marathonläufer.
1996 siegte er beim Dublin-Marathon, und 1998 stellte er als Vierter beim Chicago-Marathon mit 2:07:59 seine Bestzeit auf. 
2003 gewann er den Dubai-Marathon und 2004 den Madrid-Marathon. 2006 wurde er Zweiter beim Vancouver-Marathon und siegte beim Las-Vegas-Marathon.